# Henryk Józewski

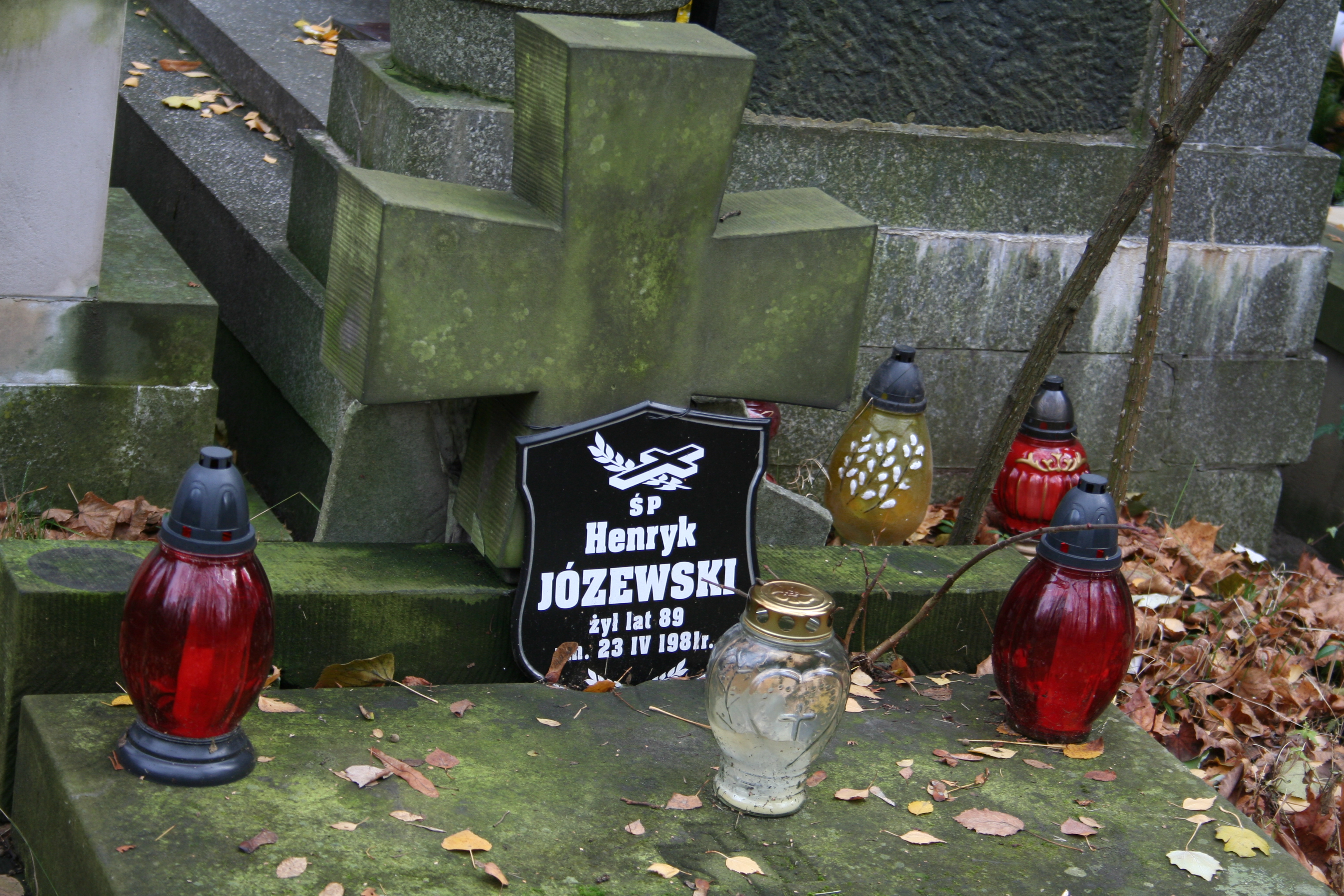
Grób Henryka Józewskiego na warszawskim cmentarzu Powązkowskim

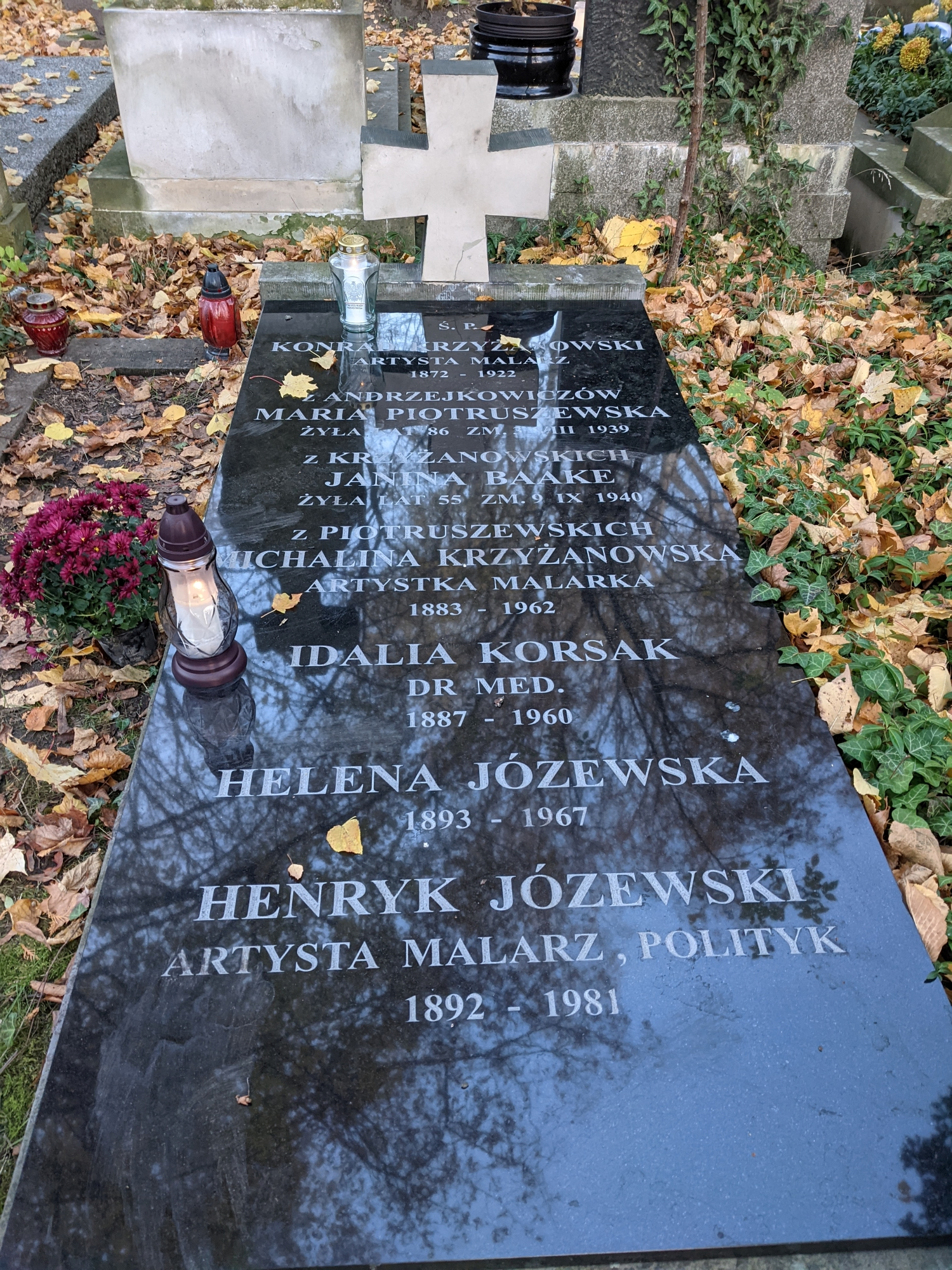
Grób Henryka Józewskiego (2023)

Henryk Jan Józewski, ps. „Niemirycz”, „Olgierd” (ur. 25 lipca?/6 sierpnia 1892 w Kijowie, zm. 23 kwietnia 1981 w Warszawie) – polski polityk, działacz niepodległościowy i państwowy II Rzeczypospolitej, artysta malarz, piłsudczyk, minister spraw wewnętrznych (od 29 grudnia 1929 do 17 marca 1930 i od 29 marca 1930 do 3 czerwca 1930), wojewoda wołyński (1928–1929 i 1930–1938), wojewoda łódzki (1938–1939), kawaler Orderu Virtuti Militari.

## Życiorys
Był synem Walerego (1860–1920), inżyniera oraz Józefy ze Święcickich (1860–1908). Miał dwoje rodzeństwa – brata Przemysława Antoniego, który zginął w czasie I wojny światowej, oraz siostrę Helenę. Uczęszczał do I Gimnazjum Państwowego w Kijowie, następnie podjął studia na Wydziale Fizyko-Matematycznym Uniwersytetu św. Włodzimierza w Kijowie, które ukończył w czerwcu 1914 roku. Jeszcze w 1905 roku wstąpił do organizacji samokształceniowej polskich gimnazjalistów „Korporacja”, w której był przewodniczącym jednego z kół.
Podczas nauki w gimnazjum należał do tajnej wielonarodowej organizacji uczniowskiej Korporacja o charakterze samokształceniowym. W 1910 roku został założycielem Związku Młodzieży Postępowo-Niepodległościowej. Przed 1914 rokiem wstąpił do Polskiej Partii Socjalistycznej– Frakcji Rewolucyjnej. Był jednym z założycieli konspiracyjnej organizacji Dniepr, która następnie w grudniu 1914 roku znalazła się w składzie Polskiej Organizacji Wojskowej. W 1915 roku został mianowany zastępcą komendanta Polskiej Organizacji Wojskowej w Kijowie (KN-3). Jako poddany rosyjski, został, wraz z ojcem, zesłany przez władze carskie do Saratowa. Po wybuchu rewolucji lutowej w Rosji, w czerwcu 1917 roku powrócił do Kijowa, gdzie kontynuował działalność w tamtejszej organizacji POW.

### II Rzeczpospolita
Od sierpnia 1919 rolu pełnił funkcję szefa Komendy Naczelnej nr 3 POW w Kijowie. Ze względu na groźbę zatrzymania przez bolszewików został w grudniu 1919 roku odwołany z Ukrainy i wyjechał do Warszawy. W kwietniu 1920 roku, po zawarciu umowy pomiędzy Piłsudskiego i Semenem Petlurą, został wiceministrem spraw wewnętrznych w rządzie Ukraińskiej Republiki Ludowej. Zajmował się m.in. organizowaniem administracji cywilnej na zajmowanych przez wojska polskie i ukraińskie terenach. Po odwrocie wojsk polskich i ukraińskich z Kijowa przeniósł się do Tarnowa, gdzie znajdowała się siedziba rządu URL.
W 1921 roku znalazł się w ścisłym otoczeniu Piłsudskiego, z którym się przyjaźnił, jako propagator sojuszu polsko-ukraińskiego i koncepcji federacyjnych, ale pozostawał poza aktywnym życiem politycznym. Mieszkał jako osadnik wojskowy w osadzie Butyń na Wołyniu, gdzie otrzymał działkę za działalność w Polskiej Organizacji Wojskowej (POW). W 1925 roku po przyznaniu mu stypendium rządowego, które miało go przygotować do studiów malarskich w Paryżu, przeniósł się do Warszawy. Był jednym z organizatorów zamachu majowego w 1926 roku. Do prac przygotowawczych został włączony przez Walerego Sławka. Na przełomie sierpnia i września 1926 roku objął funkcję urzędnika do zleceń w Radzie Ministrów i zaczął uczestniczyć w posiedzeniach rządu. W latach 1927–1928 pełnił natomiast funkcję szefa Gabinetu Prezesa Rady Ministrów Józefa Piłsudskiego.

### Sprawa Petlury
Henryk Józewski zaangażował się osobiście w sprawę niedopuszczenia do wydalenia Symona Petlury z Polski, czego żądała strona sowiecka po zakończeniu wojny polsko-bolszewickiej. Podjął na własną rękę decyzję o ukryciu Petlury, którego bardzo cenił, do czasu ucichnięcia wrzawy wokół jego osoby. Pierwszym etapem było przewiezienie atamana z Tarnowa do Warszawy i ukrycie go we własnym mieszkaniu w Pałacu Raczyńskich. Po kilku tygodniach Stanisław Stempowski wywiózł Petlurę do majątku Kośmin pod Grójcem. Później przywieziono go z powrotem do Warszawy i ukryto z żoną i córką w mieszkaniu kijowskiego adwokata Włodzimierza Redlicha

31 grudnia 1923 roku Petlura, po przejęciu władzy w Polsce przez rząd nacjonalistycznej i programowo antyukraińskiej endecji (tzw. rząd Chjeno-Piasta), pod naciskiem władz opuścił Warszawę i przez Wiedeń, Budapeszt, Berno oraz Genewę, wiosną 1924 roku przyjechał do Paryża, gdzie 25 maja 1926 roku został postrzelony przez Szlomo Szwarzcbarda, prawdopodobnie z inspiracji OGPU, w wyniku czego zmarł.

### Wojewoda wołyński
Józewski zajmował stanowisko wojewody wołyńskiego dwukrotnie. Pierwszy raz od 9 lipca 1928 do 29 grudnia 1929, a drugi od 5 czerwca 1930 do 13 kwietnia 1938. Na Wołyniu prowadził politykę mającą na celu zgodne współżycia Polaków i Ukraińców. Uważał, że ośrodkiem porozumienia powinien stać się właśnie Wołyń. Twierdził, że ukraiński ruch narodowy musi stanąć przed alternatywą wyboru między Polską a ZSRR. Był zwolennikiem rozwoju samorządu lokalnego w oparciu o urzędników ukraińskich i koncentrował się na zwiększeniu ukraińskiego stanu posiadania w dziedzinie samorządu. Twierdził, że Wołyń powinien stać się ukraińskim Piemontem – podstawą budowy niepodległej Ukrainy analogicznie do zjednoczenia Włoch (risorgimento). W oświacie, w szkołach dwujęzycznych (tzw. utrakwistycznych) wprowadzono jako obowiązkowy język ukraiński. Liczbę szkół wyłącznie ukraińskojęzycznych zwiększono z ośmiu (istniejących w roku 1930) do kilkuset. Józewski popierał również rozbudowywanie ukraińskich i polsko-ukraińskich organizacji społecznych. Wśród jego współpracowników znaleźli się liczni działacze państwowi URL (m.in. były adiutant Petlury Stepan Skrypnyk). Jednocześnie Józewski był przy tym przeciwny rozszerzaniu wpływów i działalności ukraińskich organizacji politycznych i społecznych (np. Proswity) z Małopolski Wschodniej na Wołyń, co motywował obawą przenikania ukraińskich zapędów nacjonalistycznych na Wołyń.
Po śmierci Piłsudskiego pozycja Józewskiego na Wołyniu zaczęła słabnąć. Jego przeciwnicy zarzucali mu, że zbytnio faworyzuje Ukraińców. W proteście przeciw akcji odbierania i burzenia cerkwi w ramach tzw. akcji polonizacyjno-rewindykacyjnej, Józewski złożył w kwietniu 1938 roku na ręce gen. Sławoja-Składkowskiego swoją dymisję ze stanowiska wojewody wołyńskiego. Eksperyment wołyński Józewskiego był jedną z największych, najbardziej konsekwentnych i kompleksowych prób rozwiązania kwestii ukraińskiej w II Rzeczypospolitej.

### Minister spraw wewnętrznych
W grudniu 1929 roku został ministrem spraw wewnętrznych w rządzie Kazimierza Bartla, a następnie Walerego Sławka. Józewski na fotelu ministerialnym zastąpił Sławoja Felicjana Składkowskiego. Nowy szef resortu koncentrował się na usprawnieniu funkcjonowania podległej mu struktury administracyjnej oraz na sprawach mniejszości narodowych. Jego działalność zmierzała przede wszystkim do normalizacji stosunków między polskim aparatem państwowym a Ukraińcami, dlatego też przeprowadził kilka konferencji z szefami administracji z województw kresowych oraz odbył podróż inspekcyjną po województwach południowo-wschodniej Polski. Te działania zostały spowolnione w marcu 1930 roku. W rządzie Sławka kontynuował w pracę na rzecz normalizacji stosunków gospodarczo-społecznych i politycznych na Kresach Wschodnich. Działał na rzecz odprężenia pomiędzy państwem a kościołami prawosławnym i greckokatolickim. Spotykał się z metropolitą greckokatolickim Andrzejem Szeptyckim. Doprowadził do wydania przez prezydenta Ignacego Mościckiego 2 czerwca 1930 roku obwieszczenia o zwołaniu Soboru Autokefalicznego Kościoła Prawosławnego w Polsce. W latach 1930–1938 był głównym delegatem rządu polskiego do rokowań z cerkwią prawosławną w sprawie jej statusu prawnego w Polsce. Został odwołany z rządu 3 czerwca 1930 roku.
Okres sprawowania urzędu ministra:
- 29 grudnia 1929 – 17 marca 1930[1]
- p.o. 17–29 marca 1930
- 29 marca – 3 czerwca 1930

Po odejściu z rządu został wojewodą łódzkim w okresie od 13 kwietnia 1938 roku do 13 kwietnia 1939 roku.

### Okres II wojny światowej
Po kampanii wrześniowej 1939 roku i rozpoczęciu okupacji niemieckiej już w październiku 1939 roku Józewski znalazł się wśród twórców konspiracji wojskowej. W latach 1939–1940 w Komendzie Głównej Służby Zwycięstwu Polski (SZP), następnie – jako komendant okręgu Warszawa-Miasto i komendant okręgu Związku Walki Zbrojnej (ZWZ) Warszawa-Województwo. Był doradcą politycznym Komendanta Głównego TNNZ. Następnie został odsunięty na polecenie gen. Władysława Sikorskiego. Współzałożył Biuletyn Informacyjny, konspiracyjnej Grupy Olgierda (od pseudonimu, którym się posługiwał Józewski) i Polskiego Stronnictwa Demokratycznego (PSD). Od 1940 był redaktorem dwutygodnika Polska Walczy, a później miesięcznika Ziemie Wschodnie Rzeczypospolitej. Stał się czołowym przedstawicielem podziemnej myśli piłsudczykowskiej. Liczne teksty z czasopism konspiracyjnych wydawanych przez Józewskiego w zostały opublikowane w zbiorze Wierni Polsce t. 2, Publicystyka piłsudczykowska w kraju 1940–1946 (Warszawa 2007, Wydawnictwo LTW), opracowanym przez Marka Gałęzowskiego.

### Działalność powojenna
W 1945 roku, po zakończeniu okupacji niemieckiej, nie przerwał działalności konspiracyjnej, a walki o niepodległość Polski nie uważał za zakończoną. Założył pismo Polska Niezawisła i kolejną grupę konspiracyjną - Polskie Stronnictwo Demokratyczne. Józewski był jednym z najdłużej ukrywających się działaczy powojennego podziemia. W 1947 roku funkcjonariusze Urzędu Bezpieczeństwa wpadli na jego trop i w końcu września 1947 roku przeprowadzili operację, mającą na celu jego schwytanie. Józewski, który miał duże doświadczenie w działalności konspiracyjnej wymknął się z obławy w Podkowie Leśnej i przedostał się lasami do Milanówka. Po kilku dniach pobytu w Milanówku wyjechał do Warszawy. Stolica nie była jednak dobrym miejscem do ukrywania się. Za namową przyjaciół wyjechał na Śląsk i trafił do Gliwic. Od drugiej połowy listopada 1947 roku do wiosny 1948 roku przebywał w Gliwicach, następnie we Wrocławiu, po czym w listopadzie 1948 roku lub na przełomie lutego i marca 1949 roku powrócił na krótko do Gliwic. Ukrywał się jeszcze w Warszawie, Radomiu i Jaszczowie na Lubelszczyźnie, gdzie został aresztowany przez UB 5 marca 1953 roku. 16 marca 1953 roku aresztowano najbliższą współpracowniczkę Józewskiego Marię Sipayłło. W więzieniach znalazły się również inne osoby wspierające Józewskiego od wielu lat, najpierw w działalności niepodległościowej, później w długoletnim ukrywaniu się przed UB: Jan Zbigniew Chomicz, Wacław Drojanowski, Halina Juszczakowska, Michalina Krzyżanowska, Idalia Korsak, Janusz Sipayłło oraz Irena Wojnicz. Proces Józewskiego i sądzonego wraz z nim rodzeństwa Sipayłłów odbył się 14 września 1954 roku przed Wojskowym Sądem Rejonowym w Warszawie.
Józewski, oskarżony o przestępczą i kontrrewolucyjną działalność oraz próbę obalenia ustroju PRL, został skazany na dożywotnie więzienie. W maju 1956 roku Wojskowy Sąd Garnizonowy w Warszawie na podstawie amnestii zmniejszył mu karę do 12 lat więzienia, a w listopadzie 1956 roku udzielił rocznej przerwy w odbywaniu kary na leczenie. Po październiku 1956 najpierw zmniejszono Józewskiemu karę do 5 lat, później anulowano wyrok. Nigdy nie ubiegał się o rehabilitację.
W kwietniu 1981 roku zachorował i po przewiezieniu do szpitala zmarł 23 kwietnia 1981 roku. Spoczywa na cmentarzu Powązkowskim w Warszawie (kwatera 234–5–5,6).

### Malarstwo i prace literackie
Józewski w latach 1917–1919 w Kijowie zajmował się malarstwem – tworzył akwarele i portrety olejne. Kiedy po zakończeniu działań wojennych w 1921 roku zamieszkał w Warszawie, wrócił do pracy artystycznej. Utrzymywał znajomości z wieloma twórcami, m.in. z Marią Dąbrowską (towarzyszką życia Stanisława Stempowskiego – przyjaciela Józewskiego) oraz skamandrytami. 
Po zwolnieniu z więzienia w listopadzie 1956 roku zajął się malarstwem. Malował głównie pejzaże i portrety. Od 1958 roku był członkiem Związku Polskich Artystów Plastyków. Jego obrazy znajdują się w Muzeum Narodowym w Warszawie.
Jest autorem wspomnień, które ukazały się w latach 1981–1982 w „Zeszytach Historycznych” nakładem Instytutu Literackiego w Paryżu.

### Życie prywatne
Żonaty od 1919 roku z Julią z domu Bolewską (1892–1939), artystką-malarką, łączniczką POW; nie pozostawił potomstwa. W 1923 roku objął gospodarstwo w Narutowiczach koło Krzemieńca na Wołyniu, które otrzymał w spadku.

## Ordery i odznaczenia
- Krzyż Srebrny Orderu Wojskowego Virtuti Militari nr 7600 (17 maja 1922)[11]
- Krzyż Komandorski z Gwiazdą Orderu Odrodzenia Polski (pośmiertnie, 19 lutego 2020)[12]
- Krzyż Komandorski Orderu Odrodzenia Polski (27 listopada 1929)[13]
- Krzyż Niepodległości z Mieczami (12 marca 1931)[14]
- Złoty Krzyż Zasługi (13 maja 1933)[15]
- Złota Odznaka Honorowa Ligi Obrony Powietrznej i Przeciwgazowej (1934)[16].

## Upamiętnienie
W 2005 roku biografię Henryka Józewskiego pt. Sketches from a Secret War: A Polish Artist’s Mission to Liberate Soviet Ukraine opublikował amerykański historyk Timothy Snyder, wydaną także w języku polskim pt. Tajna wojna. Henryk Józewski i polsko-sowiecka rozgrywka o Ukrainę w 2008 roku.
W 2014 roku zrealizowano dokumentalizowany film o życiu i losach Henryka Józewskiego Zaufany Piłsudskiego. W programie Henryk Józewski określił okres powojenny jako odmienny od czasów zaborów (zniewolenia) oraz okresu wojennego. Józewski już w 1942 r. wskazywał na możliwość wrogiej postawy Ukraińców wobec mieszkańców polskiego pochodzenia na Wołyniu, przywołując wcześniejsze prześladowania narodowości żydowskiej oraz brak jakiejkolwiek odpowiedzialności, co mogło zachęcać do podobnych czynów wobec Polaków. Posiadając bogate doświadczenie konspiracyjne już z czasów nauki w gimnazjum, był jedną z osób najdłużej ukrywających się po zakończeniu wojny.